# Georges Heisbourg
Georges Heisbourg (geboren 19. April 1918 in Hesperingen; gestorben 28. April 2008) war ein luxemburgischer Diplomat.

## Leben
Heisbourg besuchte das Athénée de Luxembourg und studierte an den Universitäten in Grenoble, Innsbruck und Paris. 1944/1945 arbeitete er beim Presse- und Informationsdienst der Luxemburgischen Regierung und von 1945 bis 1951 war er Beauftragter der luxemburgischen Delegation in London. Danach war er ab 1952 Chef der Abteilung Internationale Organisationen im Außenministerium.
1958 wurde er luxemburgischen Botschafter in den Vereinigten Staaten. 1964 wurde er Botschafter für sein Land in den Niederlanden. Von 1967 bis 1970 war er Botschafter in Frankreich und war außerdem permanenter Repräsentant bei der Organisation für wirtschaftliche Zusammenarbeit und Entwicklung (OECD), die ihren Sitz in Paris hat.
Im Januar 1971 löste Heisbourg den belgischen Diplomaten Maurice Iweins d’Eeckhoutte als Generalsekretär der Westeuropäischen Union (WEU) ab. Anschließend war Heisbourg von 1974 bis 1977 Botschafter in der Sowjetunion.
Am 14. Mai 1978 wurde er permanenter Repräsentant Luxemburgs im Europarat.  Diese Position hatte er inne, bis er am 13. November 1979 von Jean Hostert abgelöst wurde. Bis 1983 war Heisbourg dann Botschafter in der Bundesrepublik Deutschland. 1983 ging er in Pension. In der Zeit von 1986 bis 1992 veröffentlichte er  das vierteilige Werk Le Gouvernement luxembourgeois en exil über die Luxemburgische Regierung im Exil während des Zweiten Weltkrieges.
Heisbourgs 1949 geborener Sohn François Heisbourg ist Politikberater in Frankreich.

## Schriften
- Le gouvernement luxembourgeois en exil. Luxembourg: Editions de l’Imprimerie Saint-Paul, 1986–1991